# Batteria al litio-zolfo

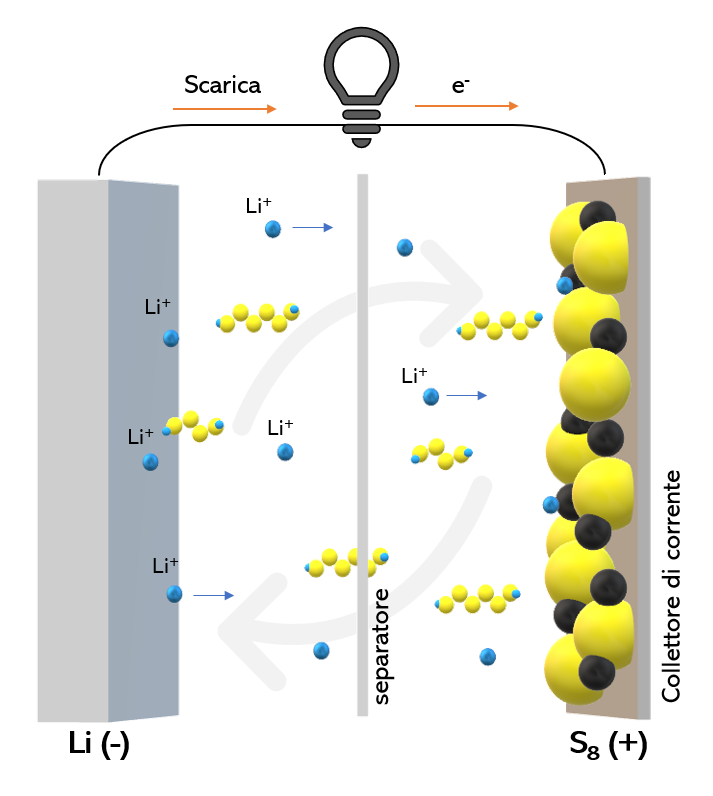
Funzionamento di una batteria Li-S ed effetto "shuttle"

La batteria al litio-zolfo (Li-S) è un tipo di batteria ricaricabile al litio, candidata a sostituire le batterie agli ioni di litio per applicazioni ad alta densità di energia. L'energia specifica e l'energia volumetrica teorica dello zolfo sono, rispettivamente, 2 500 Wh/kg e 2 800 Wh/L, circa cinque volte maggiori rispetto alle batterie agli ioni di litio, mentre la capacità teorica del catodo di zolfo è 1 675 mAh/g, circa dieci volte maggiore rispetto al tipico catodo da batterie agli ioni di litio. Inoltre, l'abbondanza dello zolfo, unita al costo ridotto (100-200 $/t) consentono di ridurre i costi associati alla produzione di una batteria al litio.
Le batterie Li-S sono state utilizzate con successo nell'agosto 2008 per l'alimentazione diurna del velivolo Zephyr-6, avendogli consentito più di tre giorni di volo ininterrotto. Nonostante i primi prototipi risalgano agli anni sessanta, lo sviluppo della tecnologia è ancora in fase di ricerca accademica e, al 2019, esistono solo pochi esempi di dispositivi nello stadio di industrializzazione.
Il problema principale delle batterie Li-S risiede nell'effetto "shuttle", responsabile della progressiva perdita di materiale attivo dall'elettrodo, che determina una breve vita di servizio della batteria.

## Storia
L'invenzione delle batterie al Li-S risale agli anni sessanta, quando Herbert e Ulam brevettarono una batteria primaria impiegando litio o leghe di litio come materiale anodico e zolfo come materiale catodico, assieme a un elettrolita costituito da sali di metalli alcalini in ammine alifatiche sature. Pochi anni più tardi, la tecnologia venne migliorata utilizzando solventi organici come propilene carbonato (PC), DMSO e DMF, ottenendo una batteria Li-S da 2,35-2,5 V a circuito aperto. Solamente a fine anni ottanta la ricarica delle batterie Li-S venne dimostrata, grazie all'impiego di eteri come solventi nell'elettrolita, in particolare il DOL.
Dagli anni 2000 l'interesse nelle batterie al Li-S, grazie agli avanzamenti nella ricerca che ne hanno evidenziato le potenzialità, ha suscitato un rinnovato interesse, in particolare nello studio di strategie per la mitigazione dell'effetto "shuttle". Di conseguenza, il numero di pubblicazioni scientifiche è molto cresciuto, arrivando a superare le 700 nel 2017.

## Elettrochimica

### Anodo
Alla superficie anodica avviene dissoluzione del litio metallico, con produzione di elettroni e ioni di litio durante la scarica ed elettrodeposizione durante la carica. La semi-reazione è espressa come:
{\displaystyle {\ce {Li <=> Li+ + e-}}}
In analogia con le batterie al litio, la reazione di dissoluzione/elettrodeposizione causa nel tempo problemi di crescita instabile dell'interfaccia solido-elettrolita (SEI), generando siti attivi per la nucleazione e crescita dendritica del litio. La crescita dendritica è responsabile del corto-circuito interno nelle batterie al litio e porta alla morte della batteria stessa.

### Catodo
Nelle batterie Li-S, l'energia è immagazzinata nell'elettrodo di zolfo (S8). Durante la scarica gli ioni di litio nell'elettrolita migrano verso il catodo dove lo zolfo viene ridotto a solfuro di litio (Li2S). Lo zolfo viene riossidato a S8 durante la fase di ricarica. La semi-reazione è quindi espressa come:
{\displaystyle {\ce {S + 2Li+ + 2e- <=> Li2S}}} (E° ≈ 2,15 V vs Li/Li+)
In realtà la reazione di riduzione di zolfo a solfuro di litio è molto più complessa e coinvolge la formazione di polisolfuri di litio (Li2Sx, 8<x<1 ) a lunghezza di catena decrescente secondo l'ordine:
{\displaystyle {\ce {Li2S8->Li2S6->Li2S4->Li2S2->Li2S}}}
Il prodotto finale è in realtà una miscela di Li2S2 e Li2S piuttosto che Li2S puro, a causa della lenta cinetica di riduzione a Li2S.

## Effetto "shuttle"
Storicamente l'effetto "shuttle" è la principale causa di degradazione di una batteria Li-S. I polisolfuri di litio Li2Sx (6<x<8) sono decisamente solubili nei comuni elettroliti organici utilizzati nelle batterie Li-S. Possono quindi essere rilasciati dal catodo e migrare verso l'anodo, dove sono ridotti consumando litio, per poi diffondere nuovamente al catodo a riformare polisolfuri a catena lunga, e così via.
Di conseguenza, si verifica una continua perdita di materiale attivo dall'elettrodo, bassa efficienza coulombica e vita breve della batteria. L'effetto "shuttle" di una batteria Li-S può essere quantificato tramite un fattore fc (0<fc<1), valutato dall'estensione del plateau di ricarica, che tiene conto della corrente di carica e della diffusività dei polisolfuri di litio secondo l'espressione:
{\displaystyle fc={\frac {k_{\text{s}}q_{\text{up}}[S_{\text{tot}}]}{I_{c}}}}
dove ks, qup, [Stot] e Ic sono rispettivamente la costante cinetica di reazione eterogenea, la capacità specifica contribuente al plateau anodico, la concentrazione totale di zolfo e la corrente di ricarica.
Oltre alla perdita di materiale attivo, l'effetto "shuttle" è responsabile dell'auto-scarica caratteristica di batterie Li-S in cui lo zolfo viene solubilizzato nell'elettrolita anche in condizioni di riposo.

## Elettrolita
Le batterie Li-S convenzionali utilizzano un elettrolita organico liquido contenuto nei pori di un separatore in polipropilene (PP) espanso. L'elettrolita gioca un ruolo fondamentale, agendo sia sull'effetto "shuttle" tramite la solubilizzazione dei polisolfuri di litio sia sulla stabilizzazione della SEI all'anodo di litio. È stato dimostrato che gli elettroliti di carbonati organici comunemente impiegati nelle batterie agli ioni di litio (come EC:DEC 1:1 v/v) non sono compatibili con la chimica delle batterie Li-S a causa dell'attacco nucleofilo dei polisolfuri a catena lunga verso i siti elettrofilici dei carbonati, portando alla formazione irreversibile di sotto-prodotti come etanolo, metanolo, glicole etilenico e tiocarbonati.
Nelle batterie Li-S si utilizzano soprattutto eteri ciclici come il DOL o a catena corta come il DME, DEGDME, TEGDME e altri. Attualmente, l'elettrolita liquido adottato come standard per batterie Li-S è composto da 1M LiTFSI in DOL:DME 1:1 vol. con 1%w/w di LiNO3 come additivo passivante per il litio metallico.

## Ricerca
La ricerca scientifica nell'ambito delle batterie Li-S è molto attiva e beneficia di investimenti della Commissione europea, nell'ambito del programma H2020, con i progetti HELIS e LISA. Sono state provate una serie di strategie mirate all'inibizione dell'effetto "shuttle", applicate ai materiali attivi, all'elettrolita e all'architettura della batteria.

### Composito carbonio-zolfo
L'approccio più comune e consolidato per mitigare l'effetto "shuttle" è l'impiego al catodo di materiali compositi carbonio-zolfo, in cui lo zolfo è infiltrato nei pori di particelle porose di carbonio quali carboni attivi, nanotubi di carbonio, grafene e altre particelle nano/microstrutturate. Il carbonio funge sia da "trappola" per i polisolfuri di litio rilasciati al catodo, sia da matrice conduttiva. Confinando lo zolfo all'interno di una matrice conduttiva è possibile aumentare il contributo del materiale attivo alla capacità della batteria.

### Composito polimero-zolfo
Polimeri conduttori, come PAN, PANI, PPy e PEDOT:PSS, sono stati applicati con successo come rivestimento sulle particelle di zolfo o come matrici conduttive con la doppia funzione di legante e trappola per polisolfuri. Altri polimeri ricchi di gruppi elettrofilici come polietilenimina (PEI) e PVP hanno dimostrato un'ottima compatibilità con particelle di zolfo, ancorando i polisolfuri ai siti amminici.

### Elettroliti liquidi e semi-solidi
Lo sviluppo di elettroliti alternativi ha dimostrato che è possibile estendere la vita di servizio delle batterie Li-S, pur mantenendo elevata la capacità dell'elettrodo di zolfo. Elettroliti organici e acquosi ad alta concentrazione di LiTFSI sono stati impiegati con successo. Alternativamente, l'impiego di elettroliti solidi o semi-solidi e strati interposti tra elettrodo ed elettrolita sono risultati estremamente efficienti nella mitigazione sia dell'effetto "shuttle" sia della crescita dendritica del litio all'anodo.

## Commercializzazione
Al 2019 non esistono ancora batterie Li-S disponibili per il mercato di consumo, ma negli anni precedenti sono nate diverse aziende che puntano alla produzione di massa. La statunitense Sion Power ha annunciato, a partire da fine 2018, la produzione di una batteria Li-S ricaricabile proprietaria (Licerion) nell'impianto di produzione a Tucson, in Arizona. Ogni Licerion dovrebbe garantire 20 Ah per un volume di cella pari a 0,1 L. La batteria Licerion è stata testata nel programma Zephyr 7 in collaborazione con la divisione Airbus Defense and Space. L'alimentazione a energia solare e batterie ha permesso al prototipo di pseudo-satellite a elevata altitudine (HAPS) di volare ininterrottamente per undici giorni. La britannica Oxis Energy, fondata nel 2000, ha annunciato la costruzione, in Brasile e Galles, di due impianti industriali per la produzione di massa. Il prototipo attuale garantisce 21 Ah (0,2 C, 30 °C), 2,05 V di tensione nominale e circa 600 Wh/kg di densità di energia.